# Monty Python : Le Sens de la vie
« Le Sens de la vie » redirige ici. Pour les autres significations, voir Le Sens de la vie (homonymie).
Pour plus de détails, voir Fiche technique et Distribution.
Monty Python : Le Sens de la vie (Monty Python's The Meaning of Life) est un film britannique réalisé par Terry Jones, membre des Monty Python, sorti en 1983. Ce film a obtenu le grand prix spécial au Festival de Cannes en 1983. Comédie à sketches, le film est le dernier long métrage mettant en vedette les six membres de Monty Python avant la mort de Graham Chapman en 1989.

## Synopsis

### Le court métrageThe Crimson Permanent Assurance
Il était une fois à Londres en 1983, une révolte éclatant chez les assurances Crimson. Les vieux employés opprimés chassent les jeunes patrons hors de l'immeuble, puis lèvent l'ancre pour naviguer avec l'immeuble (comme un bateau) hors de Londres. Plus tard, ces employés, devenus pirates, attaquent la puissance financière pour la détruire. Enfin, le soir de l'attaque, l'immeuble Crimson quitte les ruines de cette puissance, avant de s'engouffrer dans le néant au bout de la Terre, qui, dans le film, s'avère plate.

### Le long-métrage
Dans l'aquarium d'un grand restaurant, des poissons observent leurs anciens camarades se faire manger par les clients humains. Philosophes, ils se mettent à discuter du sens de la vie, et suivent avec intérêt une émission de télévision qui aborde précisément ce thème. Sur cette base, le film enchaîne divers sketches qui abordent les différentes étapes de la vie, de la naissance à la mort (et au-delà !) en passant par la guerre, la religion, l'éducation sexuelle, la quête de bonheur, le don d'organes et les matches de rugby profs-élèves… Le film est précédé par un court-métrage de Terry Gilliam, The Crimson Permanent Assurance. Il est découpé en 7 parties et comprend quatre chansons originales : The Meaning of Life, Every Sperm Is Sacred, Christmas in Heaven et Galaxy Song.

#### Le miracle de la naissance (The Miracle of Birth)
Deux obstétriciens font une démonstration devant des journalistes d'un accouchement avec utilisation (absurde) de la technologie.
Un énième enfant naît dans une famille catholique. Le père, récemment au chômage, décide d'offrir les enfants à la médecine expérimentale. Chez les catholiques, chaque naissance est sacrée, d'où la chorégraphie Every Sperm Is Sacred. À la fin de la chorégraphie, les enfants quittent la maison pour la médecine expérimentale sous le regard très critique des voisins protestants qui expriment leur différences avec les catholiques.

#### Croissance et éducation (Growth and Learning)
Après avoir assisté au sermon du prêtre de l'école de Sudbury, les élèves assistent à un cours d'éducation sexuelle pratique, dans lequel le professeur emmène sa femme pour une démonstration. Un élève, Biggs, perturbe le cours et reçoit l'ordre de jouer au match du rugby contre des professeurs (victoire écrasante pour ces derniers avec peu de fairplay). Dix ans plus tard, on retrouve Biggs sur un champ de bataille pendant une guerre.

#### Le combat (Fighting Each Other)
Un groupe de combattants (dont fait partie Biggs) offre des cadeaux à leur capitaine en se faisant tuer dans la bonne humeur ; heureusement, ce n'est qu'un documentaire diffusé par un instructeur qui explique au public (peu nombreux) ce qu'est l'armée. Il est ensuite foudroyé par Dieu. Pendant ce temps, dehors, un colonel hystérique donne l'ordre à sa compagnie d'aller défiler sur la place. Finalement, la compagnie est démobilisée soldat après soldat pour raisons personnelles et le colonel se retrouve seul à défiler.
On se retrouve à la bataille de 1879 contre les Zoulous. Un officier s'est fait voler sa jambe la nuit pendant la bataille. On pense d'abord à un très gros moustique, puis à un tigre. La compagnie se met en chasse du tigre. Elle tombe sur deux hommes déguisés en tigre qui essayent de s'expliquer. Nous arrivons au milieu du film.

#### Interlude (The Middle of the Film)
Au milieu du film, est diffusé à la télévision le tournage d'un film surréaliste, Trouver le poisson (Find the Fish), que regardent les six poissons du début du film, qui le commentent.

#### L'âge mûr (Middle Age)
Un couple de quinquagénaires se rend dans un restaurant de conversation, sur fond de cris d'homme torturé et de musique hawaïenne. Ils choisissent « Le sens de la vie » comme sujet de conversation (qui se révèle être inintéressant).

#### Le don d'organe (Live Organ Transplants)
Deux médecins se rendent chez un donneur d'organe pour lui prendre son foie sans anesthésie. Puis ils expliquent à sa femme, grâce à la chanson Galaxy Song, que c'est une bonne action de donner des organes ; convaincue, elle accepte.
À « La Grande Compagnie des États-Unis » (grande puissance financière), une assemblée, dont le thème du débat est le sens de la vie, est interrompue par l'attaque des assureurs Crimson du court-métrage présenté avant le film. Après un court nettoyage, le film reprend.

#### Le troisième âge (The Autumn Years)
Dans un grand restaurant de renommée internationale, après une chanson peu raffinée interprétée par le pianiste, le terrible M. Creosote (en) vient dîner. Les six poissons du film s'enfuient. M. Creosote avale un repas gargantuesque et commence à vomir régulièrement autour de lui, ce qui ne l'empêche pas de continuer à s'empiffrer. Alors qu'il semble enfin repu, un serveur insiste pour lui faire avaler un berlingot à la menthe, ce qui le fait exploser.

#### Le sens de la vie (The Meaning of Life)
Plus tard, deux membres du personnel du restaurant, un serveur et une femme de ménage venue nettoyer le vomi, essaient d'expliquer ce qu'est le sens de la vie. Un garçon de table du nom de Gaston va montrer l'endroit où il est né.

#### La mort (Death)
Un homme accusé de misogynie est poursuivi par des filles presque nues. Terrorisé, il fuit. Mais son destin est écrit et il est attendu au bout de sa course fatale.
Un arbre perd ses feuilles (séquence animée par Terry Gilliam).
La Mort en personne vient annoncer à un dîner que tout le monde à table va mourir d'une intoxication alimentaire. Tous les convives se retrouvent au paradis et assistent à la chorégraphie de Christmas in Heaven. Nous arrivons à la fin du film.

## Fiche technique
- Titre original : Monty Python's The Meaning of Life
- Titre français : Monty Python : Le Sens de la vie
- Réalisation : Terry Jones et Terry Gilliam (The Crimson Permanent Assurance)
- Scénario : Les Monty Python soit Graham Chapman, John Cleese, Eric Idle, Terry Gilliam, Terry Jones et Michael Palin
- Musique : John Du Prez
- Direction artistique : John Beard, Richard Dawking
- Décors : Harry Lange
- Costumes : James Acheson
- Photographie : Peter Hannan (de), Roger Pratt
- Montage : Julian Doyle (en)
- Sociétés de production : Celandine Films, The Monty Python Partnership (en), Universal Pictures
- Société de distribution : Cinema International Corporation
- Budget : 9 000 000 $[1]
- Pays de production :  Royaume-Uni
- Langue originale : anglais
- Genre : comédie
- Durée : 107 minutes
- Dates de sortie :
  - États-Unis : 31 mars 1983
  - France : 22 juin 1983
- Licence :
  - France : tous publics
  - États-Unis : R (soit interdiction aux moins de 17 ans sans accompagnateur ou parent majeur)
  - Royaume-Uni : interdiction aux moins de 18 ans en 1983, puis interdiction au moins de 15 ans depuis 2000
  - Irlande : interdit jusqu'à sa sortie en DVD (il est alors interdit aux moins de 15 ans)[2]

## Distribution
- Graham Chapman : Obstétricien / M. Blackit / Blackitt / Wymer / le réalisateur de film pornographique / un poisson / rôles additionnels
- John Cleese : Doc Spencer / Humphrey Williams / Sturridge / la mort / le serveur / le professeur / un poisson / rôles additionnels
- Terry Gilliam : Walters / M'Dame Joeline / M. Brown / un poisson / rôles additionnels
- Eric Idle : le chanteur / M. Moore/ Mme Blakitt / la dame au restaurant / un poisson / rôles additionnels
- Terry Jones : le prêtre / Biggs / le sergent / Mme Brown / M. Creosote / un poisson / rôles additionnels
- Michael Palin : M. Pycroft / narrateur 1 / Carter / l'homme au restaurant / un poisson / rôles additionnels
- Carol Cleveland : la serveuse
- Simon Jones : Chadwick / Jeremy Portland-Smith
- Patricia Quinn : Mrs. Williams
- Andrew MacLachlan : Groom / Wycliff / Victim #1 / Guest #3

### Doublage français

#### 1erdoublage (1983)
Dans le premier doublage français, les comédiens se partagent plusieurs rôles, parfois joués par un même acteur dans la version originale. Ce doublage est réutilisé pour la version blu-ray.
- Serge Lhorca : M. Pycroft / le colonel / un homme déguisé en tigre / un poisson durant l'interlude
- Dominique Collignon-Maurin : le prêtre / Biggs / Atkinson / Gaston / Angela / un poisson / un docteur / un homme déguisé en tigre / la feuille suicidaire
- Jacques Ferrière : Humphrey Williams / l'hôte / un poisson / un ambulancier
- Jean-Pierre Leroux : Howard Katzenberg
- Jean-François Vlérick : quelques élèves de Humprey Williams
- Jean-Pierre Moulin : le père catholique
- Jacques Balutin : Ainsworth / un poisson / un docteur / un instructeur
- Alain Dorval : Blackie / un serveur
- Pierre Arditi : le médecin de Perkins
- Henri Courseaux : Spadger / Mr. Brown / Debbie Katzenberg / un soldat blessé
- Roger Crouzet : Perkins / un poisson durant l'interlude
- Gérard Hernandez : La Mort / un poisson / un soldat blessé
- Jacques Dynam : un annonceur / un employé de Crimson / un travesti
- Teddy Bilis : un employé de Crimson
- George Atlas : M. Creosote
- Mario Santini : un ami de Blackie et Spadger / serveur de M. Creosote
- Jean Roche : Tony Bennett / Eric l'ambulancier
- Jackie Berger : un des fils du père catholique
- William Coryn : Watson
- Michel Bedetti : un poisson
- Henri Djanik : le vieux qui donne des ordres
- Jacqueline Cohen : la mêre catholique
- Paule Emanuele : la bergère
- Henri Labussière
- Daniel Gall
- Bernard Murat
- Bernard Tiphaine
- Marie-Brigitte Andrei

#### 2ddoublage (2000)
Un second doublage est réalisé en 2000, pour la première sortie DVD du film. Contrairement au premier doublage, chaque membre des Monty Python est doublé par un unique comédien français pour tous les rôles qu'il interprète. Cette version ne sera pas réutilisée pour la version blu-ray.
- Éric Legrand : personnages de Graham Chapman
- Bernard Alane : personnages de John Cleese
- Richard Leblond : personnages de Terry Gilliam
- Claude Rollet : personnages de Terry Jones
- Guy Chapellier : personnages de Eric Idle
- Marc Perez : personnages de Michael Palin
- Jean-Pierre Moulin : Le vieux qui donne des ordres
- Henri Labussière : Le vieil homme qui ordonne de lever l'ancre
- Jean Lescot : Le vieil homme qui répète l'ordre sur l'ancre
- Patrick Floersheim : Narrateur, un poisson
- Hervé Grull : Nigel, des élèves de Humphrey Williams, le fils de M. et Mrs Brown
- Adeline Chetail : La fille des parents catholiques
- Pascal Grull : Des élèves de Humphrey Williams
- Alexis Tomassian : Un élève de Humphrey Williams

## Accueil

### Accueil critique
Le film a reçu un accueil critique très favorable, recueillant 86 % de critiques positives, avec une note moyenne de 7,3⁄10 et sur la base de 35 critiques collectées, sur le site agrégateur de critiques Rotten Tomatoes.

### Box-office
Le film a connu un succès commercial modéré, rapportant environ 14 929 000 $ au box-office en Amérique du Nord pour un budget de 9 000 000 $. En France, il a réalisé 1 091 468 entrées.

## Distinctions
En compétition officielle pour la Palme d'or lors du festival de Cannes 1983, le film obtient le grand prix spécial du jury, devenant une des très rares comédies primées à Cannes. Il est également nommé pour la meilleure chanson originale aux BAFTA Awards 1984 (pour Every Sperm Is Sacred).
En 2007, le film est nommé « meilleure comédie de tous les temps » dans l'émission BazzoTV, animée par Marie-France Bazzo sur Télé-Québec.